# Emilio Aguinaldo
Emilio Aguinaldo Famy (Cavite, 22 marzo 1869 – Quezon City, 6 febbraio 1964) è stato un generale e politico filippino.

## Biografia
Nato nel 1869, nel 1896 Aguinaldo si pose a capo di una rivolta poi sedata contro la Spagna che portò il 2 novembre 1897 alla costituzione della prima repubblica delle Filippine, la repubblica di Biak-na-Bato.

Dopo la Guerra ispano-americana lottò contro il governo USA, che lo fece catturare e lo costrinse a giurare fedeltà agli Stati Uniti.
Dopo la Seconda guerra mondiale fu processato per crimini di guerra e collaborazionismo con il Giappone; assolto dalle accuse, fu eletto al Consiglio di Stato. Scrisse La verdad sobre la revolución de las Filipinas.
Fu iniziato in Massoneria il primo gennaio 1895 nella Loggia Pilar, appartenente al Grande Oriente di Spagna, della quale divenne Maestro venerabile. Appartenne al Rito scozzese antico ed accettato e il 13 febbraio 1955 ricevette il 33º grado..

## Aguinaldo al cinema
- Nel 1913, negli Stati Uniti il regista Francis Ford girò un cortometraggio di 20 minuti dal titolo The Capture of Aguinaldo.
- Nel 1993, esce nelle Filippine un film di William Mayio, Aguinaldo.
- Nel 2000, nelle Filippine il regista Joe Mari Avellana ha girato un film biografico dal titolo Emilio Aguinaldo.

Aguinaldo appare anche tra i personaggi di:
- Across the Pacific, film del 1926 diretto da Roy Del Ruth